# 奥勒·厄斯特沃尔
奥勒·厄斯特沃尔（挪威語：Ole Østervold，1872年10月14日—1936年12月25日），生于艾于斯特沃爾，挪威男子帆船运动员。他曾代表挪威参加1920年夏季奥林匹克运动会帆船比赛，获得一枚金牌。